# Carlo Cantalamessa
Carlo Cantalamessa (Roma, 24 luglio 1909 – Roma, 4 novembre 1982) è stato uno scultore e medaglista italiano.

## Biografia
Diplomato presso l'Istituto industriale di Fermo, frequentà la Scuola della medaglia di Roma.
Fu particolarmente sensibile ai soggetti religiosi a cui dedicò diverse medaglie e placchette tra cui San Francesco e gli uccelli (1940), La Vergine visita santa Elisabetta (1960), Frate lupo (1963), Per trenta denari (1965), Il buon pastore (1977).
Tra le sue opere maggiori il portale della Basilica della Madonna della Misericordia di Macerata (1952).